# Kjell Grede
Kjell Grede (Stoccolma, 12 agosto 1936 – Tystberga, 15 dicembre 2017) è stato un regista svedese.

## Biografia
Il film Harry Munter ha partecipato al Festival di Cannes 1970 mentre il film Hip hip hurra! ha vinto il Leone d'argento - Gran premio della giuria alla 44ª Mostra internazionale d'arte cinematografica di Venezia.
È stato sposato con l'attrice Bibi Andersson dal 1960 al 1973.

## Filmografia
- Ugo e Josefin (Hugo och Josefin) (1967)
- Harry Munter (1969)
- Klara Lust (1972)
- En enkel melodi (1974)
- Min älskade (1979)
- Stängda dörrar (1981)
- Hip hip hurra! (1987)
- God afton, Herr Wallenberg (1990)
- Kommer du med mig då (2003)

## Premi e riconoscimenti
Guldbagge
1968 - Miglior regista per Ugo e Josefin
1988 - Miglior regista per Hip hip hurra!
1990 - Migliore sceneggiatura per God afton, Herr Wallenberg